# Тхилисцкаро
Тхилисцкаро (груз. თხილისწყარო) — село в Грузии. Находится в восточной Грузии, в Кварельском муниципалитете края Кахетия. Расположено у подножия водораздела рек Шарохеви и Ареши, на высоте 500 метров над уровнем моря. От города Кварели располагается в 27 километрах. По результатам переписи 2014 года в селе проживало 122 человек. В Тхилисцкаро есть базовая школа.